# Данило (река)
Данило — река в России, протекает по Бутурлиновскому и Павловскому районам Воронежской области. Левый приток реки Осередь.

## География
Река берёт начало у хутора Данило Павловского района. Течёт на юго-запад по открытой местности. Устье реки находится у села Петровка в 23 км по левому берегу реки Осередь. Длина реки составляет 25 км, площадь водосборного бассейна — 372 км².

## Данные водного реестра
По данным государственного водного реестра России относится к Донскому бассейновому округу, водохозяйственный участок реки — Дон от города Лиски до города Павловск, без реки Битюг, речной подбассейн реки — бассейны притоков Дона до впадения Хопра. Речной бассейн реки — Дон (российская часть бассейна).
Код объекта в государственном водном реестре — 05010101012107000004319.